# Thibault de Montalembert
Thibault de Montalembert (Laval, Mayenne megye, 1962. február 10. –) francia színész.

## Filmjei

### Mozi
| Év           | Eredeti cím                                   | Szerep                       | Magyar cím                     | Jegyzések                     |
| ------------ | --------------------------------------------- | ---------------------------- | ------------------------------ | ----------------------------- |
| 1987         | Hôtel de France                               | Nicolas                      |                                |                               |
| 1987         | Cinéma 16                                     | Thibault                     |                                | televíziós sorozat(1 epizód)  |
| 1988         | L'argent                                      | Maxime                       |                                | tévéfilm                      |
| 1989         | Le conte d'hiver                              | Dion                         |                                | tévéfilm                      |
| 1990         | Ivanov                                        | Lvov                         |                                | tévéfilm                      |
| 1990         | Hamlet                                        | Horatio                      |                                | tévéfilm                      |
| 1990         | V comme vengeance                             |                              |                                | televíziós sorozat(1 epizód)  |
| 1991         | Lola Zipper                                   | Stéphane                     |                                |                               |
| 1991         | Les enfants de la plage                       | Gérard 'Le Grondin'          |                                | tévéfilm                      |
| 1991         | Chronique d'une fin d'après-midi              |                              |                                | tévéfilm                      |
| 1992         | Indochine                                     | Charles-Henri                | Indokína                       |                               |
| 1992         | La Sentinelle                                 | Jean-Jacques                 | Az őrszem                      |                               |
| 1993         | La Petite Apocalypse                          | Arnold's assistant           |                                |                               |
| 1993         | Der grüne Heinrich                            | Henri le Vert                |                                |                               |
| 1994         | Du fond du coeur                              | Prosper de Barante           |                                |                               |
| 1994         | Il faut qu'une porte soit ouverte ou fermée   |                              |                                | tévéfilm                      |
| 1994         | Jalna                                         | Arthur Leight                |                                | minisorozat                   |
| 1962         | Jefferson à Paris                             | Assistant                    | Jefferson Párizsban            |                               |
| 1962         | Julie Lescaut                                 | Bosetti                      |                                | televíziós sorozat(1 epizód)  |
| 1996         | Comment je me suis disputé… (ma vie sexuelle) | Bob                          | Összeveszésem története...     |                               |
| 1996         | Love, etc.                                    | Bernard                      |                                |                               |
| 1996         | Crime sans témoin                             | Luc Vaillant                 |                                | tévéfilm                      |
| 1996         | Navarro                                       | Dessantis                    |                                | televíziós sorozat(1 epizód)  |
| 1997         | Les infidèles                                 | Charles                      |                                | tévéfilm                      |
| 1997         | Docteur Sylvestre                             | Simon                        |                                | televíziós sorozat(1 epizód)  |
| 1998         | Cuisine américaine                            | Vincent                      | Szakácspárbaj                  |                               |
| 1998         | La dernière des romantiques                   | Alain                        |                                | tévéfilm                      |
| 1998         | Marseille                                     | Antoine de Fabiani           |                                | minisorozat                   |
| 1999         | Lovers                                        | Jean-Michel                  | Szerelmesek                    |                               |
| 1999         | Mes amis                                      | Marc                         |                                |                               |
| 1999         | Les infortunes de la beauté                   | Vincent                      |                                |                               |
| 1999         | De père en fils                               | Romain                       |                                | tévéfilm                      |
| 1999         | Premier de cordée                             | Walter von Drexel            |                                | tévéfilm                      |
| 1999         | Voleur de coeur                               | Daniel                       |                                | tévéfilm                      |
| 1999         | Vertiges                                      | Commissioner Martin Aranche  |                                | televíziós sorozat(1 epizód)  |
| 2000         | Stardom, le culte de la célébrité             |                              |                                |                               |
| 2000         | La Chambre obscure                            |                              |                                |                               |
| 2000         | Vive nous!                                    | Yves                         |                                |                               |
| 2000         | Manipularea                                   |                              |                                |                               |
| 2001         | Le Pornographe                                | Richard                      | A pornófilmes                  |                               |
| 2001         | Un coeur oublié                               | Monsieur de Vallières        |                                | tévéfilm                      |
| 2002         | Dans ma peau                                  | Daniel                       |                                |                               |
| 2002         | Un petit Parisien                             | Claude                       |                                | tévéfilm                      |
| 2003         | Shimkent Hotel                                | Doctor de Montalembert       |                                |                               |
| 2004         | Sindromul Timișoara                           | Julien le Bries              |                                |                               |
| 2004         | Un fils sans histoire                         | Jean                         |                                | tévéfilm                      |
| 2005         | 3 jours en juin                               | Marchal                      | Philippe Venault               | tévéfilm                      |
| 2006         | Indigènes                                     | le capitaine Martin          | A dicsőség arcai               |                               |
| 2006         | Je vais bien, ne t’en fais pas                | pszichiáter                  | Köszönöm, jól vagyok           |                               |
| 2006         | Le Pressentiment                              | rendőrfelügyelő              |                                |                               |
| 2006         | Aurore                                        | tanácsadó                    |                                |                               |
| 2007         | Boulevard du Palais                           | Paul Robesse                 |                                | televíziós sorozat(1 epizód)  |
| 2008         | Inéluctable                                   | Chauffour                    |                                | tévéfilm                      |
| 2008         | Chez Maupassant                               | Henri d’Hubières             |                                | televíziós sorozat(1 epizód)  |
| 2009         | Je suis venu pour elle                        |                              |                                |                               |
| 2009         | Un viol                                       | Lawyer Taïeb                 |                                | tévéfilm                      |
| 2009         | Mourir d’aimer                                | Lucas Malzieu's father       |                                | tévéfilm                      |
| 2010         | Hors-la-loi                                   | Morvan                       |                                |                               |
| 2010         | Vital désir                                   | Hugo                         |                                | tévéfilm                      |
| 2010         | Les vivants et les morts                      | Gasnier                      |                                | televíziós sorozat(8 epizód)  |
| 2010–12      | Commissaire Laviolette                        | Judge Chabrand               |                                | televíziós sorozat(3 epizód)  |
| 2011         | Léa                                           | Martin Itzinger              |                                |                               |
| 2011         | Drumont, histoire d'un antisémite français    | Alphonse Daudet              |                                | tévéfilm                      |
| 2011         | Accident de parcours                          | Commissioner Lambert         |                                | tévéfilm                      |
| 2011         | Saïgon, l’été de nos 20 ans                   | Colonel Imbert               |                                | minisorozat                   |
| 2011         | La loi selon Bartoli                          | M. Stloeffer                 |                                | televíziós sorozat(1 epizód)  |
| 2011         | L'épervier                                    | Hervé de Villeneuve          |                                | televíziós sorozat(6 epizód)  |
| 2013         | Le grand retournement                         | The Prime Minister           |                                |                               |
| 2013–present | Tunnel                                        | Olivier Pujol                |                                | televíziós sorozat(16 epizód) |
| 2015–2020    | Dix pour cent                                 | Mathias Barneville           |                                | televíziós sorozat(24 epizód) |
| 2016         | Chocolat                                      | Jules Moy                    | Csokoládé                      |                               |
| 2016         | L'Odyssée                                     | Etienne Deshaies             | A mélység kalandora            |                               |
| 2016         | Éternité                                      | Valentin apja                | Örökké                         |                               |
| 2016         | For This Is My Body                           | The Manager                  |                                |                               |
| 2017         | Jalouse                                       | Jean-Pierre                  |                                |                               |
| 2017         | Aurore                                        | Christophe Tochard           | Ötven tavasz                   |                               |
| 2019         | The King                                      | VI. Károly                   | V. Henrik                      |                               |
| 2020         | Miss                                          | Lola                         |                                |                               |
| 2022         | Im Westen nichts Neues                        | Ferdinand Foch               | Nyugaton a helyzet változatlan |                               |
| TBA          | Franklin                                      | Charles Gravier de Vergennes |                                | minisorozat                   |
| TBA          | Heartstopper                                  | Stephane                     | Fülig beléd zúgtam             | televíziós sorozat (évad 2)   |

## Fordítás
- Ez a szócikk részben vagy egészben  a   Thibault de Montalembert című angol Wikipédia-szócikk fordításán alapul.  Az eredeti cikk szerkesztőit annak laptörténete sorolja fel. Ez a jelzés csupán a megfogalmazás eredetét és a szerzői jogokat jelzi, nem szolgál a cikkben szereplő információk forrásmegjelöléseként.